# Алекс Окслејд Чејмберлен
Александер Марк Дејвид Окслејд-Чејмберлен (енгл. Alexander Mark David Oxlade-Chamberlain; 15. август 1993) енглески је фудбалер који игра на позицији везног играча и тренутно наступа за Бешикташ.
Након омладинске школе Саутемптона и успешне дебитантске сезоне 2010/11. у сениорском тиму, Окслејд-Чејмберлен је потписао уговор са Арсеналом у августу 2011. године. Постигавши два гола на прве три утакмице за клуб, постао је најмлађи стрелац гола у Лиги шампиона. У Арсеналу је провео шест сезона, одиграо укупно 198 утакмица, постигао 20 голова и освојио три ФА купа за то време. У августу 2017. године потписао је уговор са Ливерпулом. С Ливерпулом је био првак Лиге шампиона 2019. и Премијер лиге 2020. године. Прешао је у Бешикташ 2023. године.
За репрезентацију Енглеске дебитовао је против Норвешке 2012. године, а касније исте године добио је позив за учешће на Европском првенству 2012. и тада је постао други најмлађи играч после Вејна Рунија који је играо на ЕП за Енглеску. Касније је наступао и на Светском првенству 2014.
Са певачицом Пери Едвардс има сина Аксела.

## Успеси

### Клупски
Арсенал
- ФА куп (3) : 2013/14, 2014/15, 2016/17.
- ФА Комјунити шилд (3) : 2014, 2015, 2017.

Ливерпул
- Премијер лига (1) : 2019/20.
- Лига куп Енглеске (1) : 2021/22.
- УЕФА Лига шампиона (1) : 2018/19. (финале 2021/22.)
- УЕФА суперкуп (1) : 2019.
- Светско клупско првенство (1) : 2019.

Бешикташ
- Куп Турске (1) : 2023/24.
- Суперкуп Турске (1) : 2024.

### Појединачни
- Тим сезоне Прве лиге Енглеске (1) : 2010/11.
- Гол сезоне у ФК Ливерпул (1) : 2017/18.